# Roland (Berlijn)
Roland is een historisch merk van motorfietsen, gebouwd door Hugo Marschin Motorradbau, Berlijn. Dit was een kleine Duitse fabrikant van motorfietsen met 132cc-Bekamo- en 145cc-DKW-tweetaktblokjes. Een dergelijke productiewijze was zó gewoon in het Duitsland na de Eerste Wereldoorlog, dat alleen in de eerste helft van de jaren twintig honderden van deze merkjes ontstonden en weer gesloten werden. Hugo Marschin produceerde dan ook slechts in 1923 en 1924.